# Nobu Su
Nobu Su (chinesisch 蘇信吉 / 苏信吉, Pinyin Sū Xìnjí, W.-G. Su Hsin-Chi) ist CEO und Inhaber der taiwanischen Reederei Today Makes Tomorrow, kurz TMT, in Taipei, Taiwan.

## Familie
Su stammt aus einer chinesischen Familie in Keelung, Taiwan. Er ist der Sohn von Su Ching Wun A; 1926–2002, der eine schulische Ausbildung in Japan auf der Okayama High School genoss und im Juli 1956 das Reederei-Unternehmen Taiwan Marine Transport Corporation (TMT) gründete. Su hat eine japanische Mutter und wuchs von klein an in Japan auf, daher hat er den japanischen Vorname Nobu bekommen – Aussprache auf Hochchinesisch nach Pinyin-Umschrift Xinji bzw. Hsin-Chi nach Wade-Giles. Sus Ehefrau ist Japanerin.

## Ausbildung
Su schloss sein Studium mit einem BSc in Wirtschaftswissenschaften von der Keio University in Tokio ab und erwarb 1982 einen MBA vom International Institute for Management Development (IMD).

## Unternehmerische Tätigkeiten
Mit „OceanNet“ veröffentlichte Su ein System, das die Übertragung und den Empfang von Daten über ein Offshore-Mobilfunknetz ermöglicht. OceanNet wurde ursprünglich als ein kostengünstiges Schiff-zu-Küste-Kommunikationsnetz entwickelt, so dass Schiffsbesatzungen ihre Familien kontaktieren können, es wird aber auch in Schiff-zu-Schiff-Übertragungen für die Sicherheit verwendet.
Im Jahr 2002 registrierte Su die erste von drei erfolgreichen Patenten für OceanNet. Die Patente wurden im Vereinigten Königreich (2002), den Vereinigten Staaten (2004) und Korea registriert (2009).
Die Fortschritte im Cloud Computing haben die Wirksamkeit von OceanNet über das AIS system erhöht, das derzeit von der Schifffahrtsindustrie verwendet wird.
Su entwickelte auch eine Unterdeck-Rohrleitungsstruktur für Schiffe, die er in Japan, Korea und China patentieren ließ und die er Reedereien zur Nutzung ohne Lizenz zur Verfügung stellte. Sus Unterdeck-Rohrleitungssystem für Schiffe ist derzeit im kommerziellen Einsatz.
Su ließ ein Patent auf eine Technologie namens Timestamp registrieren, die E-Mail-Betrug mit einer einzigartigen Zeitsignatur für Nutzer zu beseitigen sucht.
Su fusionierte 2002 seine eigene Firma mit der Reederei seines Vaters Taiwan Marine Transport Corporation (TMT) nach dessen Tod. 2007 nannte er die Firma um (Rebranding) durch Today Makes Tomorrow (TMT). Vor dem „Rebranding“ hieß die Firma im Chinesischen einst „Xinrong“ B
TMT besitzt Anteile an Termingeschäften der Forward Freight Agreements (FFA) auf dem Weltmarkt.
Im April 2011 wurde Su der Lifetime Achievement for Entrepreneurship Award bei der internationalen Konferenz ShipTek verliehen.

## Schiffsindustrie
Als Vorsitzender von TMT erhöhte Nobu Su den Besitz von Schiffen über mehrere Versandklassen hinweg. Das Unternehmen betreibt heute über 20 Transporter einschließlich LNG-Tankern, VLCC-Transporter, Zementtransportern und Fahrzeugtransportern.
Herr Su machte TMT zu einem führenden Betreiber von realen Tankern und Massengutfrachtern. Unter seiner Leitung erweiterte TMT ihre Flotte um Massengutfrachter, sehr große Crude-Carriers, Ladungsträger, Flüssiggastankern, Automobil-Transporter und Zementträger. Neben der Steigerung der Service-Funktionen von TMT und Kunden wie Chevron, wandelte Nobu Su TMT zu einem globalen Marktführer in der internationalen Schifffahrt um. Unter seiner Leitung trat TMT als einer der erfolgreichsten Teilnehmer des globalen Frachtderivatemarkt (FFA Markt) hervor Su wurde auf dem FFA Markt als „Mr Controversy“ bezeichnet. Die jüngsten Schiffskäufe umfassten Capesize-Massengutfrachter und Investitionen in Öltanker. TMT besitzt eine Reihe von Geschäftspartnern und Urkunden von Unternehmen wie Chevron und COA für Rohöl- und Zementtransporte.

## Rechtsfragen
Im Juni 2013 beantragte Su Insolvenz gemäß USA Chapter 11, nachdem er von taiwanesischen Gläubigern unter Druck gesetzt wurde, legte dann im Jahr 2015 nach einem langjährigen Prozess gegen Lakatamia Berufung gegen ein Urteil in Höhe von 47 Mio. USD ein.
Su wurde März 2019 durch ein Londoner Gericht in 15 von 17 Anklagepunkten für schuldig befunden und erhielt eine Haftstrafe für 21 Monate im bekannten Pentonville-Gefängnis mit dessen bekannten Insassen wie beispielsweise Oscar Wilde oder Boy George.
Su darf in April 2020 vorzeitig aus der geschlossene Strafvollzug im Gefängnis in die offene Strafvollzug wechseln, während dieser Zeitraum darf er Großbritannien jedoch nicht verlassen.

## Engagement in Asien
Nobu Su lebt in Taiwan und sieht das Land als einen wichtigen Teil der globalen Schifffahrtsindustrie. Er ist bestrebt, die Bestände, die Sichtbarkeit und Reichweite von asiatischen Unternehmen innerhalb der Schifffahrtsmärkte zu erhöhen. Durch TMT investierte er in einer Reihe von regionalen Reedereien und Schiffbau-Unternehmen.
Su sieht seine Unternehmensaktivitäten als eine Möglichkeit, asiatische Unternehmensführung, Partizipation und Integration in der Weltwirtschaft zu fördern und arbeitete des Weiteren an Forschungen darüber, wie asiatische Unternehmen und Führungskräfte kreative Methoden nutzen können, um stärker in die Weltwirtschaft integriert zu sein.
Su erklärte, dass er plane, die Reichweite von asiatischen Unternehmen in andere Investitionen und Märkte zu erweitern, mit dem Plan in eine Verflüssigungsfirma in São Tomé und Príncipe für die Produktion von Erdgas zu investieren.

## Philanthropie
Su stiftete einen Lehrstuhl an der IMD, der sich auf die Erforschung konzentriert, wie sich „asiatische Unternehmen und Führungskräfte kreative Methoden nutzen können, um in der Weltwirtschaft stärker integriert zu sein“. Der Stuhl trägt den Titel „Nobu Su Professor of Global Leadership“ und Professor Katherine Xin ist die erste Inhaberin des Lehrstuhls.
Anmerkung